# Píchoš Hildebrandtův
Píchoš Hildebrandtův (Encephalartos hildebrandtii) je druh cykasu z čeledi zamiovité (Zamiaceae). Pochází z Keni a Tanzanie, kde se řadí mezi rozšířenější cykasy, používané i v zahradnictví. V 19. století byl hojně dovážen do Evropy, je proto často dostupný v evropských botanických zahradách. Byl pojmenován podle německého botanika Hildebrandta, který první rostlinu tohoto druhu popsal poblíž keňské Mombasy.

## Popis
Tento cykas dorůstá až 6m výšky, listy dosahují 2-3 metrů délky.

## Pěstování v Česku
Menší cykasy tohoto druhu jsou v soukromých sbírkách.
Rostlina není dostupná v maloobchodním prodeji, není ani běžně k dispozici pro prodej ve specializovaných sklenících v EU. Vzácně je možno ji zakoupit v USA či JAR, přičemž pro dovoz je třeba dokumentace CITES.
V Keni je běžně v prodeji u pouličních prodejců v Mombase a je vysázena i jako ozdobná rostlina ve městě.

## Ochrana
Jedná se o chráněnou rostlinu jejíž přežití je v přírodě ohroženo. Druh Encephalartos hildebrandtii  je zapsán na hlavním seznamu CITES I, který kontroluje obchod s ohroženými druhy - jak s rostlinami, tak i jejich semeny.